# Berakhot (Talmud)
Cet article concerne le traité du Talmud. Pour le traité de la Mishna, voir Berakhot (Mishna)
Pour les articles homonymes, voir Berakhot.

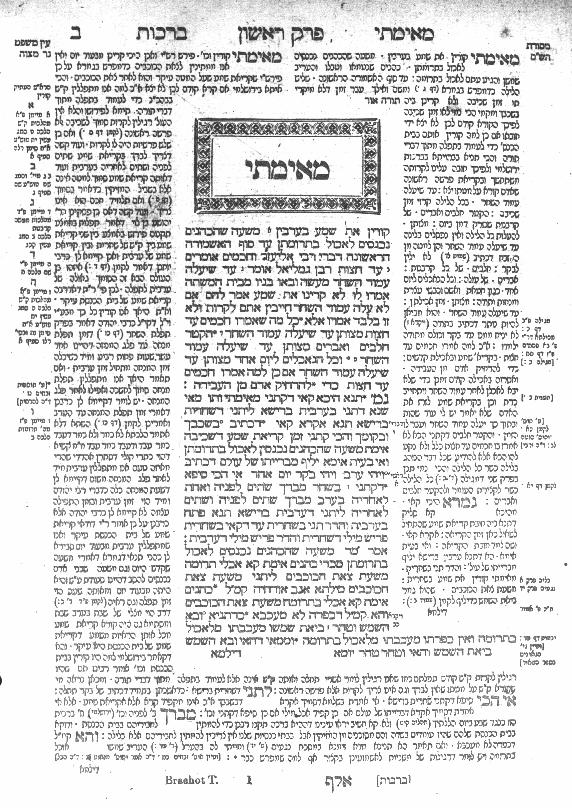
La première page du traité dans le Talmud de Babylone.

Berakhot (hébreu : ברכות, « Bénédictions ») est un traité de la Mishna et du Talmud, le premier traité de l’Ordre des Semences, consacré aux lois agricoles. Il a cependant pour objet la liturgie juive dont il détaille les composantes, dans leurs applications pratiques comme dans les dispositions mentales et morales qu’elles demandent.
Le traité comporte 57 articles (mishnayot) répartis en neuf chapitres et élaborés sur 63 pages dans le Talmud de Babylone tandis que le Talmud de Jérusalem en compte 68 (dans les éditions Vilna de ces corpus). Bien qu’il soit fréquemment affirmé qu’elle est la plus longue en nombre de mots (environ 73 000), elle est en réalité plus courte que les traités Bava Batra (à peu près 98 000 mots) et Shabbat (plus de 118 000 mots).
Les trois premiers chapitres sont consacrés à la lecture, c’est-à-dire la récitation, du Shema Israël (Deutéronome 6:4-9). Les deux chapitres suivants traitent de la prière, c’est-à-dire un ensemble de bénédictions, et le reste est consacré aux bénédictions prononcées sur les aliments dont l’action de grâces après les repas ou, dans le dernier chapitre, aux bénédictions occasionnelles. C’est par conséquent l’ensemble de la liturgie, régulière ou particulière, qui est couvert ; répondant à un besoin fondamental et quotidiennement répété dans la vie du juif observant, le traité se trouve donc en tête des lois agricoles qui constituent, à l’époque de la Mishna, l’essentiel de l’activité et de la subsistance du peuple. Il est, pour la même raison, extrêmement populaire et plusieurs exemplaires des guemarot babyloniennes ou galiléennes de ce traité, complètes ou partielles, ont été conservées.

## Guemarot de Babylone et de Jérusalem
La Guemara des Sages de Babylone et celle des Sages de Galilée qui forment, avec la Mishna, le Talmud de Babylone et celui de Jérusalem respectivement, discutent et expliquent les mishnayot ; cependant, les discussions des Sages, qu'elles traitent de halakha (sujets légaux) ou de aggada (sujets non-légaux), excèdent souvent le sujet de base et les Talmuds, en particulier celui de Babylone, sont riches en sentences, proverbes, histoires, légendes et autres interprétations. 

### Perles de halakha
- Il est écrit (à propos de Yom Kippour) « vous mortifierez vos personnes ; dès le neuf du mois (de tishrei) au soir ». Jeûnerait-on le neuvième jour ? Ne jeûne-t-on pas le dixième jour ?! En vérité, c’est pour te dire : qui mange et boit le neuvième jour, l’Écrit lui en tient compte comme s’il jeûnait le neuvième et le dixième jours[3]

### Perles de aggada
- R. Eléazar a dit : « le jeûne est plus important que l'acte charitable. Pour quelle raison? Parce qu'on accomplit le premier aux dépens de son propre corps, le second uniquement aux dépens de son argent »[4].